# Марокканська стіна

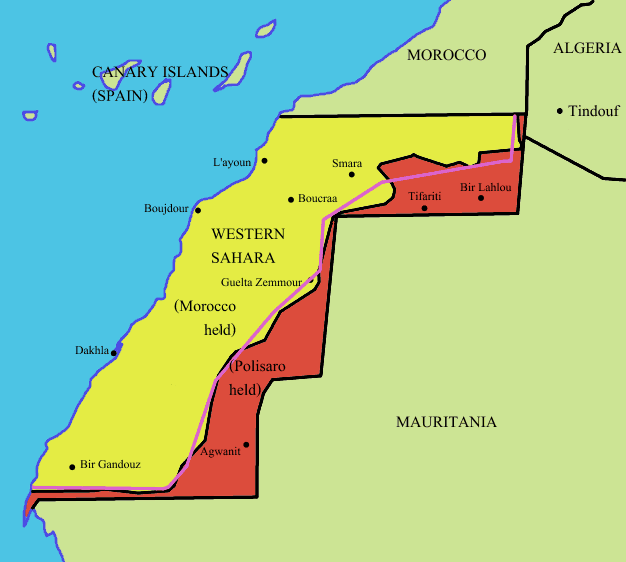
Бузковим кольором позначена Марокканська стіна «Берма»
Жовтим кольором позначено територію, контрольовану Марокко
Червоним кольором позначена Вільна зона, контрольована Полісаріо, що проголосив 27 лютого 1976 року незалежність Сахарської Арабської Демократичної Республіки.

Марокканська стіна — система оборонних споруд, створена урядом Марокко на території Західної Сахари і пустельному південному сході Марокко, що розділяє території, контрольовані урядом Марокко та формуваннями Полісаріо. Система відома також під назвою Узбіччя Західної Сахари, представники Полісаріо використовують для її позначення термін «Стіна Ганьби», в просторіччі ходить також термін «Берм». Загальна її протяжність — понад 2500 км.
Загалом побудовано шість великих ліній і дві малих. Основу кожного валу становить піщано-кам'яний насип висотою близько трьох метрів. Уздовж стін розташовані мінні поля, загородження з колючого дроту, сенсорні системи для виявлення порушників, артилерійські пости і злітно-посадкові смуги. Обладнані радарні щогли для перегляду території поза стінами, система постійно патрулюється.

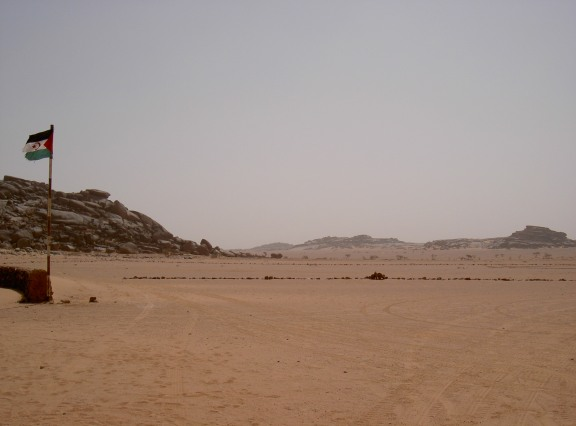

Будівництво було розпочато в 1981 році й офіційно завершено 16 квітня 1987 року. Спорудження укріплень проходило у кілька етапів: перша стіна відгородила від решти території Західної Сахари найбільше місто Ель-Аюн, місто Смара і місця видобутку фосфатів в районі Бу-Краа. Після цього було споруджено ще п'ять стін, унаслідок чого під марокканським контролем виявилася велика частина території, яку уряд цієї країни називає Південними провінціями. Сили Полісаріо контролюють переважно незаселену територію на південь і на схід від загороджувальних споруд, яку вони називають Вільною зоною. Табори біженців із Західної Сахари і табори Полісаріо розташовані на заході Алжиру в районі Тіндуфу.
Фактично, будівництво валів призвело до оформлення ситуації в Західній Сахарі в її сучасному патовому вигляді.